# 네티즌
네티즌(영어: netizen) 또는 누리꾼은 인터넷 통신망에 형성된 사회에서 활동하는 사람을 뜻하는 말이다. '네티즌' 은 인터넷 망이 본격적으로 형성된 시기인 1980년대 후반부터 쓰이기 시작했다.

## 어원 및 활용

### 네티즌
네티즌은 통신망을 뜻하는 'net'과 시민을 뜻하는 'citizen'의 합성어이다. 여기서 시민(citizen)은 자립성, 공공성, 능동성이라는 의미를 지니고 있다. 네티즌이라는 용어를 처음 쓴 마이클 하우번(Michael Hauben)은 네티즌이란 용어가 단순히 통신망을 이용하는 사람들을 모두 통칭하는 개념이 아닌 통신망에서 문화를 만들어내고 이를 가꾸어가는 함축적인 의미를 담는다고 한다.
네티즌이라는 용어가 영어권에서 나온 말이기는 하지만, 영어권보다는 중국이나 대한민국에서 더 자주 사용하는 말이다. 그 영향으로 영어권에서는 주로 아시아지역 누리꾼을 가리키는 말로 사용된다. 영어권에서는 사이버시티즌(cybercitizen)이라고도 하며, 인터넛(internaut: internet + astronaut)이라는 은어가 쓰이기도 한다.
한편 일본에서는 누리꾼을 네티즌(ネチズン, netizen)이라 하지 않고, 넷 유저(ネットユ一ザ一, net user)라고 하는 것이 보통이다. 대한민국 대형 신문사들이 일본어 서비스로 제공한 기사에서 "네티즌(ネチズン)"이란 표현을 많이 사용하면서 일본에서는 '네티즌'이라 하면 흔히 '대한민국의 누리꾼'을 떠올리게 되었다.

### 누리꾼
2004년 대한민국의 국립국어원에서 네티즌을 순화한 단어로서, 세상을 뜻하는 '누리'와 전문인을 뜻하는 '꾼'의 파생어이다. 초기에는 네티즌을 누리꾼으로 순화하는 것에 대해 반발이 심했으나, 현재는 두 단어 모두 사용하고 있다. 한편 인터넷은 '누리망'으로, 홈페이지는 '누리집'으로 순화되었으나, '누리꾼'에 비해 인지도가 낮은 편이며 공식 매체에서도 잘 쓰이지 않는다.

## 평가
자유로운 의견교환과 정보교환을 장점으로 본다. 그러나 익명을 사용하여 토론 상대나 특정인의 인격을 모독하는 미성숙함도 이따금씩 지적받는다. 

## 같이 보기
- 인터넷 사용자 수에 따른 나라 목록
- 네티켓
- 홈페이지